# Grandolobus grandis
Grandolobus grandis är en insektsart som beskrevs av Van Duzee. Grandolobus grandis ingår i släktet Grandolobus och familjen hornstritar. Inga underarter finns listade i Catalogue of Life.